# John Bunting
John Justin Bunting (Inala, 4 september 1966) is een Australische seriemoordenaar en kannibaal. Hij werd veroordeeld als hoofddader van ten minste elf moorden tussen 1992 en 1999 die bekend werden als de Snowtown Murders. Bunting zit daarvoor een levenslange gevangenisstraf uit.
Bunting initieerde de moorden uit haat voor homoseksuelen en pedofielen. Hij vormde samen met Mark Haydon, James Vlassakis en Robert Wagner een groep om mensen te doden die ze verdachten van pedoseksualiteit, maar verruimde later de voorwaarden. Twee van de slachtoffers werden later verdeeld over een aantal plastic zakken begraven teruggevonden in de tuin van een van Buntings voormalige woningen (aan de Waterloo Corner Road in Salisbury North).

## Slachtoffers
De autoriteiten troffen na Buntings arrestatie een kamer in zijn huis aan waarin hij een soort spinnenweb gemaakt had op de muur. Daarin had hij informatie en connecties opgetekend bij verschillende namen die hij verdacht van pedoseksualiteit. Nu en dan koos hij er één uit om tot slachtoffer te maken.
Bunting werd op 8 september 2003 veroordeeld voor actieve deelname aan alle elf de bewezen geachte moorden. Tevens nam hij deel aan daarbij behorende martelpartijen en het in stukken hakken van de lijken. Samen met Wagner bakte en at hij delen van David Johnson op.